# 天上的魚
《天上的魚》，為泰國GMM 25與LINE TV於2021年4月9日起播出的校園愛情電視劇，改編JittiRain的原作小說，由Phuwin及Pond主演。
此劇由GMMTV與製作公司Gmo Films合作拍攝，在2020年12月GMMTV的「The New Decade Begins」活動上公開先導預告片。其後，此劇於2021年4月在GMM 25電視台及LINE TV首播，同年6月終映。

## 劇情簡介
Pi是牙醫系二年級生，是一個不論外貌和能力都很平凡的學生。他已經暗戀了綜合職業健康系中最受歡迎的校草Muang Nan兩年，但是Muang Nan對於他來說像「天上的魚」般難以靠近，他亦對自己的外表沒有自信。之後，他的哥哥Duean改造了他，讓他重拾自信接近Muang Nan。
但是，醫學系二年級生Mork卻在這時出現，令Pi將其視為頭號假想情敵。Pi希望贏過Mork來引起Muang Nan的注意，但Mork不論外貌和學業能力都比Pi強。在經過與Mork日久的相處後，Pi的感情產生了變化，開始愛上了Mork。
另一方面，Pi的哥哥Duean 留級要和Mork的一年級生弟弟Mean一起上課。兩人在上課途中關係逐漸發生變化。

## 演員陣容
註：括號內的演員姓名為小名。

### 主要人物
- 普明·丹萨优（Phuwin）飾演 Pi（Pattawee）

牙醫系二年級生，暗戀了Muang Nan兩年。
- 納爾瓦夫·勒特拉特桑（Pond）飾演 Mork（Sutthaya）

醫學系二年級生，特別在意Pi。

### 其他人物
- 柴·尼姆塔瓦特（Neo）飾演 Duean

Pi的哥哥，工程學院延畢生。
- 塔纳文·提拉珀苏卡恩（Louis）飾演 Mean

Mork的弟弟，醫學系一年級，跟Duean修同一門課。
- 查亞彭·朱塔瑪斯（AJ）飾演 Jeans

改造Pi的四人幫成員。
- 坦那瑟·苏瑞亚蓬柴固（Euro）飾演 Yok

改造Pi的四人幫成員。
- 吉迪朋·瑟利维查亚萨瓦（Satang）飾演 James

改造Pi的四人幫成員。
- 塔納溫·坡查倫拉特（Winny）飾演 Koh

改造Pi的四人幫成員。
- 普洛姆皮亞·通普塔拉克（Papang）飾演 Wan

Pi和Duean的大哥，目前在外地當實習醫生。

### 特別出演
- 薩哈帕·翁拉齊（Mix）飾演 Muang Nan

綜合職業健康系二年級生。
- 帕查娜·塔布彤（Kapook）飾演 Namphueng

那空那育府小學的老師。
- 普洛伊湘普·素帕莎（Jan）飾演 Bam

Mork的朋友。

## 劇集原聲帶
| 歌名     | 歌手                | 來源  |
| -------- | ------------------- | ----- |
| ข้างๆ     | 塔納文·提拉珀蘇卡恩 | [ 8 ] |
| คนแบบไหน | 薩哈帕·翁拉齊       | [ 9 ] |

## 劇集迴響

### 泰國電視收視
- 收視最低的集數以藍色表示，收視最高的集數以紅色表示，而空格則表示該集的收視沒有相關數據。

| 集數 No.   | 播放日期      | 播放時段 (UTC+07:00) | 平均收視率 | 來源   |
| ---------- | ------------- | -------------------- | ---------- | ------ |
| 1          | 2021年4月9日  | 星期五 20:30         | 0.163      | [ 10 ] |
| 2          | 2021年4月16日 | 星期五 20:30         | 0.245      | [ 11 ] |
| 3          | 2021年4月23日 | 星期五 20:30         | 0.068      | [ 12 ] |
| 4          | 2021年4月30日 | 星期五 20:30         | 0.236      | [ 13 ] |
| 5          | 2021年5月7日  | 星期五 20:30         | 0.159      | [ 14 ] |
| 6          | 2021年5月14日 | 星期五 20:30         | 0.183      | [ 15 ] |
| 7          | 2021年5月21日 | 星期五 20:30         | 0.249      | [ 16 ] |
| 8          | 2021年5月28日 | 星期五 20:30         | 0.222      | [ 17 ] |
| 9          | 2021年6月4日  | 星期五 20:30         | 0.213      | [ 18 ] |
| 10         | 2021年6月11日 | 星期五 20:30         | 0.135      | [ 19 ] |
| 11         | 2021年6月18日 | 星期五 20:30         | 0.185      | [ 20 ] |
| 12         | 2021年6月25日 | 星期五 20:30         | 0.207      | [ 21 ] |
| 平均收視率 | 平均收視率    | 平均收視率           | 0.189      | 1      |

^1  基於每集的平均觀眾份額。

## 外部連結
- GMM25 官方網站 （页面存档备份，存于）（泰文）
- GMMTV 官方網站（泰文）
- YouTube上的《天上的魚》播放列表
- MyDramaList 劇集介紹及劇評 （页面存档备份，存于）（英文）
- 豆瓣电影上《天上的魚》的資料 （简体中文）